# Dacus elutissimus
Dacus elutissimus är en tvåvingeart som beskrevs av Mario Bezzi 1924. Dacus elutissimus ingår i släktet Dacus och familjen borrflugor.
Artens utbredningsområde är Togo. Inga underarter finns listade i Catalogue of Life.